# Richard Gadd
Richard Robert Steven Gadd (Wormit, 12 maggio 1989) è un drammaturgo, sceneggiatore e attore britannico.
Ha scritto, prodotto ed interpretato la serie Netflix del 2024 Baby Reindeer, basata sul suo one man show e sulla sua esperienza di vita reale, vincendo tre Emmy Awards, per la miglior miniserie, migliore sceneggiatura e come miglior attore protagonista in una miniserie.

## Biografia
Gadd si è formato alla Oxford School of Drama, completando il corso di un anno nel 2012. I suoi primi spettacoli, Cheese & Crack Whores (2013), Breaking Gadd (2014) e Waiting for Gaddot (2015) hanno tutti debuttato all'Edinburgh Festival Fringe e hanno continuato ad essere rappresentati al Soho Theatre di Londra. Waiting for Gaddot ha vinto un Amused Moose Comedy Award nel 2015 e uno Scottish Comedy Award per il miglior spettacolo personale nel 2016. È stato anche nominato per un Malcolm Hardee Award for Innovation e un Chortle Award for Innovation.
Lo spettacolo all'Edinburgh Festival Fringe di Gadd del 2016 Monkey See Monkey Do ha vinto l'Edinburgh Comedy Award per il miglior spettacolo comico ed è stato anche nominato per un Total Theatre Award for Innovation. Nello stesso anno, Gadd vinse un Chortle Comedian's Comedian Award e fu nominato per un Off West End Theatre Award come miglior interprete. Lo spettacolo ha poi registrato il tutto esaurito al Soho Theatre, è stato in tournée nel Regno Unito e in Europa, ed è stato rappresentato al Melbourne International Comedy Festival, dove è stato nominato per il Barry Award 2017. Nel 2017 è stato trasmesso su Comedy Central come parte della serie Soho Theatre Live.
Il successivo spettacolo di Gadd, Baby Reindeer, è incentrato sulle sue esperienze da vittima di stalking, ed è stato presentato in anteprima all'Edinburgh Festival Fringe del 2019. Ha vinto due premi: lo Scotsman Fringe First Award for New Writing e uno Stage Award for Acting Excellence. Lo spettacolo è poi andato in scena per cinque settimane al Bush Theatre di Londra dove ha vinto un "Off West End Theatre Award" per il miglior design video, oltre a ricevere una nomination nella categoria "Miglior Interprete". Lo spettacolo è stato successivamente trasferito all'Ambassadors Theatre nel West End di Londra, ma è stato cancellato a causa della pandemia di Coronavirus.
Pochi mesi dopo, lo spettacolo vinse un prestigioso Olivier Award per i risultati eccezionali nell'Affiliate Theatre. Nel 2024, Netflix ha trasmesso un dramma di sette episodi basato sull'opera teatrale. Gadd è anche un attore, e ha recitato al fianco di Daniel Mays nel film drammatico della BBC Two, nominato ai BAFTA nel 2017, Against the Law. Altri crediti come attore includono Clique di BBC Three, One Normal Night di Sky Arts, Code 404 di Sky One e Tripped di E4. Come sceneggiatore, Gadd ha lavorato per Sex Education di Netflix e ha scritto episodi di Ultimate Worrier per Dave e The Last Leg per Channel 4, di cui è stato anche corrispondente. Ha anche avuto diversi progetti trasmessi su BBC Radio 4 e BBC Radio Scotland.

## Vita privata
Gadd si identifica come bisessuale. È ambasciatore di "We Are Survivors", un ente di beneficenza britannico dedicato ad aiutare gli uomini sopravvissuti ad abusi sessuali. Lo stesso Gadd ha raccontato di aver subito abusi sessuali.
Dal 2015 al 2017, Gadd è stato vittima di stalking da parte di una donna di qualche anno più vecchia di lui. Ha poi raccontato questa esperienza nella serie tv da lui scritta ed interpretata Baby Reindeer.

## Filmografia
- Vicious – serie TV, episodio 2x07 (2016)
- Humans – serie TV, episodio 3x04 (2018)
- Clique – serie TV, 6 episodi (2018)
- Outlander – serie TV, episodio 5x10 (2020)
- Code 404 – serie TV, 13 episodi (2020-2022)
- Wedding Season – serie TV, 3 episodi (2022)
- Baby Reindeer, regia di Weronika Tofilska e Josephine Bornebusch – miniserie TV, 7 episodi (2024)

## Doppiatori Italiani
Nelle versioni in italiano nelle opere in cui ha recitato, Richard Gadd è stato doppiato da:
- David Chevalier in Baby Reindeer